# Nervus cutaneus femoris posterior

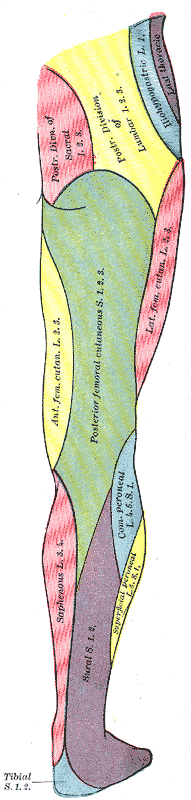
Dermatome des Oberschenkels. Das Innervationsgebiet des Nervus cutaneus femoris posterior ist grün dargestellt.

Der Nervus cutaneus femoris posterior („hinterer Oberschenkelhautnerv“) ist ein sensibler Nerv des Kreuzgeflechts (Plexus sacralis). Er innerviert die Haut der Oberschenkelhinterseite bis zur Kniekehle und Teile des Damms. Bei Tieren wird er als Nervus cutaneus femoris caudalis bezeichnet.
Die Ursprungszellen (Wurzelzellen) des Nervs liegen im Kreuzteil des Rückenmarks vom ersten bis zum 3. Kreuzwirbel (S1-S3). 

## Verlauf
Der Nerv zieht beim Menschen zusammen mit dem Nervus gluteus inferior, der Arteria und Vena glutaea inferior, dem Nervus ischiadicus, dem Nervus pudendus und der Arteria und Vena pudenda interna durch das Foramen infrapiriforme, dem Teil des Foramen ischiadicum majus unterhalb des Musculus piriformis.